# Myadestes elisabeth
Solitário-cubano ou tordo-cubano (Myadestes elisabeth) é uma espécie de ave da família Turdidae.
É endémica de Cuba.
Os seus habitats naturais são: regiões subtropicais ou tropicais húmidas de alta altitude.
Está ameaçada por perda de habitat.